# Nová Polianka
Nová Polianka é um município da Eslováquia, situado no distrito de Svidník, na região de Prešov. Tem 5,48 km² de área e sua população em 2018 foi estimada em 69 habitantes.

## Demografia
| Ano:        | 1994 | 2004   | 2014    | 2024   |
| ----------- | ---- | ------ | ------- | ------ |
| Broj ljudi: | 64   | 58     | 78      | 71     |
| Razlika:    |      | -9,37% | +34,48% | -8,97% |

| Ano:               | 2023 | 2024   |
| ------------------ | ---- | ------ |
| Número de pessoas: | 67   | 71     |
| Diferença:         |      | +5,97% |